# Kolumban
Kolumban – imię męskie pochodzące od celtyckiego imienia Koloman nawiązujące do łac. Columba (gołębica – będąca symbolem Ducha Świętego).
Kolumban imieniny obchodzi: 2 października i 23 listopada.

## Znane osoby
- św. Kolumban Starszy (ur. 521, zm. 597) – irlandzki opat i misjonarz, jeden z dwunastu apostołów Irlandii
- św. Kolumban Młodszy z Luxeuil/Bobbio (ur. ok. 561, zm. 615) – irlandzki opat i misjonarz, patron Irlandii
- bł. Kolumban Józef Marmion (ur. 1858, zm. 1923) – irlandzki mnich benedyktyński